# Minería en Bolivia

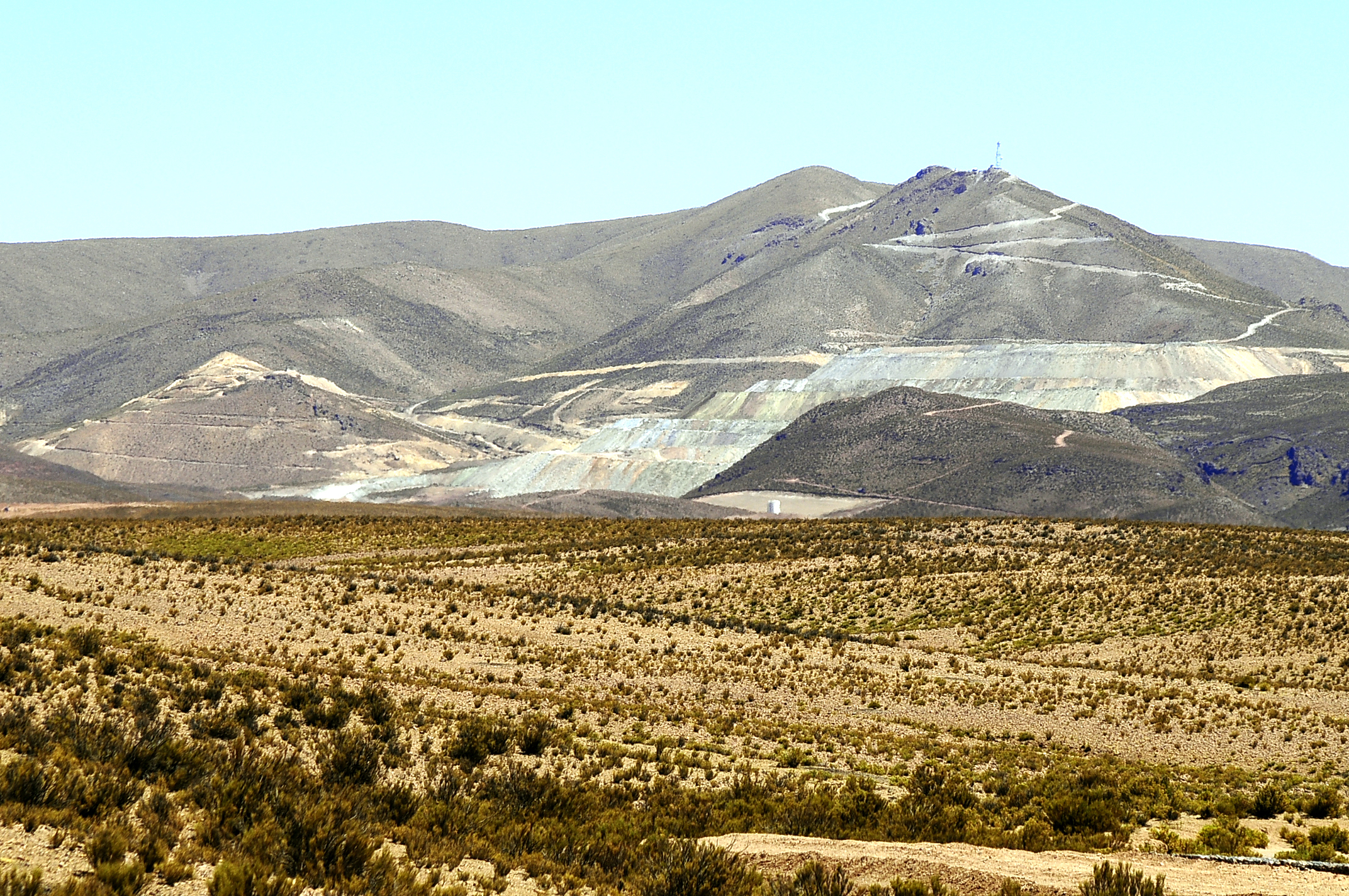
Vista de la Mina San Cristóbal, al suroeste de Bolivia, considerada como una de las más grandes del mundo en zinc, plomo y plata.

La minería en Bolivia ha sido una característica dominante de la economía y la política boliviana desde 1557. La minería de plata en la era colonial, especialmente en Potosí, desempeñó un papel crucial en el Imperio español y en la economía global. 
En 2017, las actividades de minería y canteras representaron el 9% del PIB. Se estima que la industria minera empleaba a cerca de 135.000 trabajadores. Bolivia fue, en 2023, el quinto mayor productor mundial de plata, el sexto mayor productor de estaño metálico, el sexto mayor de zinc y el octavo mayor de plomo.

## Historia

### Colonia

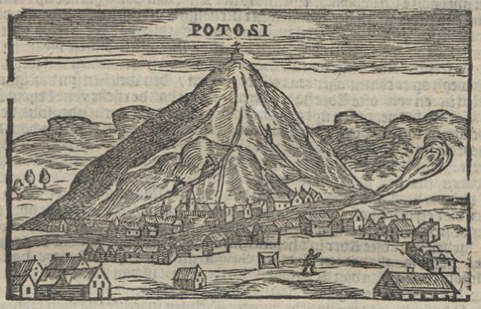
Ilustración del Cerro Rico de Potosí, publicada en 1590.

Desde los tiempos de la colonia española, Bolivia, en ese entonces la Real Audiencia de Charcas, ha sido un país minero. Con la explotación de las minas del Cerro Rico, descubiertas por los españoles en 1545, se fundó la Villa Imperial de Potosí. En 1556 fue iniciado el primer socavón del Cerro Rico, obra del florentino Niccolò de Benino, dirigido a la veta Rica, y que tuvo 209 m de longitud y 2,4 m² de sección. Un hecho notable tecnológico fue la introducción de la pólvora para realizar el arranque en las minas, cuya transferencia de Europa a Potosí tomó muchos años. El explosivo se utilizó por primera vez en el continente americano alrededor de 1676, en el Virreinato de Nueva España (actual México), mientras que en Potosí la pólvora fue introducida en la segunda mitad del siglo XVII. Para el año 1788, se sabe que el acopio semanal de pólvora para las 44 minas activas en ese momento en el Cerro Rico era de 584 kilogramos, y que se extraían 740 toneladas de minerales por semana.
La producción minera en Potosí, en ese entonces parte del Virreinato del Río de la Plata, comenzó a descender desde 1801 debido a una aguda crisis minera provocada por la falta de azogues (mercurio) y una crisis agrícola concurrente. Esta situación llevó a una recuperación parcial hasta 1812, gracias a los auxilios dispuestos por la Corona española y la abolición de la mita indígena. Sin embargo, la producción experimentó un nuevo descenso atribuido al contrabando descontrolado y los efectos devastadores de la Guerra de la Independencia (1809-1825). En 1816, el saqueo de los fondos del Banco Minero de San Carlos durante la ocupación sucesiva de Potosí por patriotas y realistas privó a los azogueros del acceso a créditos estatales, lo que agravó aún más la situación. La producción declarada comenzó a recuperarse parcialmente con la independencia de Bolivia, marcando un inicio de recuperación tras años de declive.

### SigloXIX
Luego de la declaración de independencia de Bolivia en 1825, la minería de la plata atravesaba una crisis con minas abandonadas y falta de trabajadores. Durante el gobierno de Antonio José de Sucre, entre 1826 y 1828, nacionalizó las minas abandonadas para atraer sin éxito al capital extranjero, además de crear un banco que se encargara de rescatar toda la producción de plata del país con el fin principal de acuñar con ella moneda en la Casa de la Moneda. En 1829, la creación de la moneda feble, de menor ley y fraccionaria, bajo el gobierno del mariscal Andrés de Santa Cruz revitalizó temporalmente la economía, fomentando el comercio regional y manteniendo la circulación de plata en el país. Durante las primeras décadas de la República, la mayor parte de la plata producida se convirtió en moneda, lo que estimuló la circulación de mercancías en el espacio regional. Esta moneda fue ampliamente aceptada en Perú y Argentina, y proporcionó ingresos al Estado. El año 1836 fue un momento crítico para el gobierno de Santa Cruz, ya que con las guerras de la Confederación Perú-Boliviana contra Chile y Argentina, habían crecido las necesidades financieras del Estado para poder pagar al Ejército, por lo que desde 1835 la acuñación de plata sencilla se duplicó. En este contexto de creciente demanda de recursos, el yacimiento de hierro del Mutún, ubicado en la región del Pantanal al este de Bolivia, fue descubierto en 1848, aunque éste no fue estudiado sino hasta el siglo siguiente.
La caída de los precios del mercurio en la década de 1850, como consecuencia de los descubrimientos de California, permitió reducir los costos de producción de la plata, facilitando la reactivación de varias minas. Durante la década de 1860, una nueva élite minera, formada por antiguos hacendados y comerciantes, comenzó a controlar las principales minas del país. Figuras como Aramayo, Pacheco y Aniceto Arce adquirieron importantes propiedades mineras, modernizando la industria.
En 1872, bajo el gobierno de Agustín Morales, se abolió de la moneda feble, y la liberalizó el comercio de plata, marcando un cambio significativo e impulsando la vinculación con el capital extranjero. Aniceto Arce formó la Compañía Huanchaca en 1873 y el Banco Nacional de Bolivia. La modernización de la industria minera avanzó con la introducción de técnicos europeos. Sin embargo, a finales de la década de 1870, los precios internacionales de la plata comenzaron a caer, afectando la industria. En 1885, Arce, como Ministro Plenipotenciario en Chile, logró un acuerdo para extender el ferrocarril de Antofagasta a Uyuni, completado en 1889, lo que facilitó la exportación de minerales. Aunque la Compañía Huanchaca se benefició de estas mejoras, otras empresas mineras sufrieron debido a su ubicación alejada del ferrocarril. La expansión de la minería estuvo acompañada por la expansión de las haciendas, con la oligarquía minero-terrateniente beneficiándose de la expropiación de tierras indígenas. La vinculación entre minas y haciendas fue una característica clave durante el ciclo de la plata. Al finalizar el siglo XIX, la caída de los precios internacionales y el aumento de los costos de producción llevaron al colapso de la minería de la plata. La oligarquía se refugió en sus propiedades rurales, y aunque la minería había contribuido a la riqueza nacional, la economía boliviana permaneció dependiente del capital extranjero y de la exportación de minerales.

### SigloXX

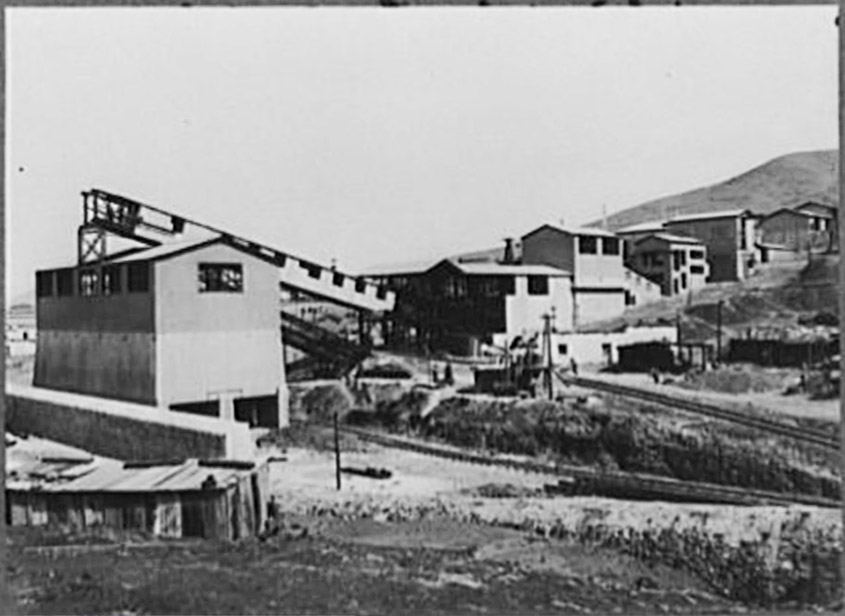
Planta en la Mina Siglo XX, perteneciente a Patiño Mines and Enterprises, cerca a Llallagua.

En el siglo XX, la minería de estaño reemplazó a la de plata y se convirtió en el elemento central de la minería boliviana, y los ricos barones del estaño desempeñaron un papel importante en la política nacional hasta que fueron marginados por la nacionalización de la industria en la Corporación Minera de Bolivia (Comibol), que siguió de la Revolución de 1952. Los mineros bolivianos jugaron un papel crítico en el movimiento obrero organizado del país desde la década de 1940 hasta la de 1980.
Sin embargo, para 1985, la producción de todos los minerales significativos en el país no había logrado superar el nivel registrado en 1975. Además, el mercado internacional del estaño colapsó en 1985. En 1987, el sector minero representaba solo el 4 % del PIB, el 36 % de las exportaciones, el 2,5 % de los ingresos gubernamentales y el 2 % de la fuerza laboral, en comparación con el 8 % del PIB, el 65 % de las exportaciones, el 27 % de los ingresos gubernamentales y aproximadamente el 6 % de la fuerza laboral en 1977. Sin embargo, impulsado por un aumento masivo en la producción de oro, el sector minero se recuperó en 1988, volviendo a ocupar el primer lugar en la lista de generadores de divisas del país.
La crisis de 1985 impulsó al gobierno a tomar medidas económicas de emergencia, incluyendo despidos masivos de mineros. El siglo XXI ha visto una recuperación y expansión del sector minero, y el gobierno de Evo Morales ha renacionalizado varias instalaciones. Sin embargo, desde 2010, la minería en Bolivia está principalmente en manos privadas, mientras que la gran mayoría de los mineros trabaja en cooperativas. Grandes minas de propiedad extranjera, como la mina San Cristóbal del Grupo Sumitomo, también producen cantidades relativamente grandes de minerales. En 2010, 79.043 mineros trabajaban en el sector, produciendo $2.642 mil millones en productos minerales.
Entre 2007 y 2017, la producción de estaño en Bolivia experimentó un crecimiento significativo, alcanzando un promedio anual de 18.951 toneladas métricas finas (TMF). Durante este período, el aporte estatal tuvo una participación destacada, representando en promedio alrededor del 54% de la producción total de estaño en el país.

## Estructura de la industria minera
El Ministerio de Minería y Metalurgia es responsable de dirigir y desarrollar las industrias mineras y metalúrgicas, así como de implementar políticas y regulaciones para las actividades mineras y metalúrgicas en el país.
La industria minera está organizada en tres sectores principales: el sector de propiedad gubernamental, principalmente Comibol; las pequeñas cooperativas mineras; y las empresas privadas de mediana y gran escala. En 2013, las empresas privadas produjeron la mayor parte de los minerales por masa y valor. Sin embargo, los mineros cooperativistas representan la gran mayoría de los trabajadores mineros.

### Comibol y el sector estatal

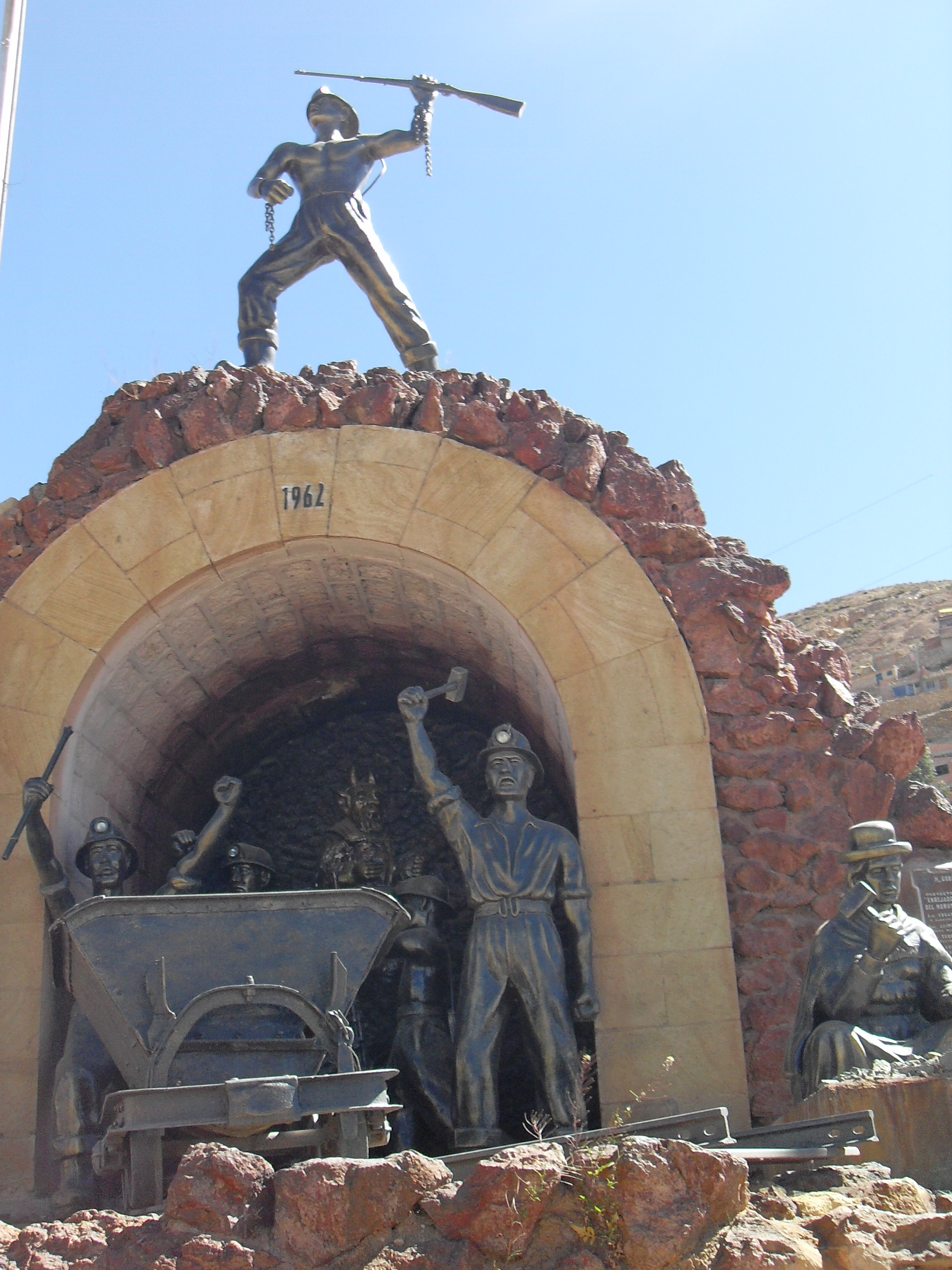
Monumento al Minero en la ciudad de Oruro, construido en 1962.

La Corporación Minera de Bolivia (Comibol), creada en 1952 mediante la nacionalización de las minas de estaño del país, fue una enorme corporación multiminera controlada por el movimiento obrero y la segunda empresa de estaño más grande del mundo, hasta que fue descentralizada en cinco empresas mineras semiautónomas en 1986. Además de operar veintiuna compañías mineras, varias fábricas de repuestos, plantas de electricidad, granjas, un ferrocarril y otras agencias, Comibol también proporcionaba educación para más de 60.000 niños, viviendas para familias mineras, clínicas de salud y comisarías populares subsidiadas llamadas pulperías. Para 1986, Comibol empleaba a más trabajadores no mineros que mineros.
Los observadores criticaron severamente las políticas mineras de Comibol. Comibol tardó quince años en llevar la producción de estaño a los niveles previos a la revolución de 1952. Además, Comibol no invirtió lo suficiente en tecnología minera y en las minas existentes, y demostró ser incapaz de abrir nuevas minas. De hecho, excepto a mediados de la década de 1960, Comibol no se dedicó a la exploración. En términos de administración, el control obrero eclipsaba incluso las decisiones técnicas y administrativas detalladas.
La descentralización de Comibol bajo el Plan de Rehabilitación redujo la nómina de la compañía de 27.000 empleados a menos de 7.000 en menos de un año. Todas las minas de Comibol, que anteriormente eran responsables de la mayor parte de la producción minera, fueron cerradas desde septiembre de 1986 hasta mayo de 1987 para examinar la viabilidad económica de cada mina; algunas nunca reabrieron. Las compañías mineras y de servicios de Comibol fueron reestructuradas en cinco subsidiarias mineras autónomas (en Oruro, La Paz, Potosí, Quechusa y Oriente), y dos compañías de fundición autónomas (la Compañía de Fundición de Vinto y la Empresa Metalúrgica Karachipampa en Potosí), o fueron transferidas a ministerios como el Ministerio de Servicios Sociales y Salud Pública o el Ministerio de Educación y Cultura. La burocracia también experimentó importantes cambios administrativos.
El gobierno de Evo Morales renacionalizó las minas cooperativas en Huanuni en octubre de 2006, las instalaciones de fundición en Vinto en febrero de 2007 y Karachipampa en enero de 2011.

### Cooperativas mineras
Las cooperativas mineras y otros mineros diversos conformaban el resto de los productores en el sector minero, aunque su producción se agregaba con la del sector de la pequeña minería. La Federación Nacional de Cooperativas Mineras de Bolivia (Fencomin), fundada en 1968, servía como organización paraguas para las 434 cooperativas mineras del país, de las cuales el 82 % explotaban oro. Sin embargo, solo unos pocos de estos grupos estaban oficialmente registrados en el Instituto Nacional para Cooperativas. La mayoría de las cooperativas eran pequeñas y consistían en mineros individuales organizados por mina o mineral específico, utilizando muy poca tecnología.

## Industrias de procesamiento y fundición
La Empresa Metalúrgica y Fundidora Vinto es una instalación de fundición de estaño en Oruro, inaugurada en 1970. Fue diseñada para procesar mineral de estaño de minas como las de Huanuni y Colquiri. El 20 de diciembre de 1999, fue privatizada por el gobierno de Hugo Banzer, quien la vendió a Allied Deals por 14,7 millones de dólares. La empresa fue renacionalizada el 9 de febrero de 2007.
La instalación de fundición de plomo y plata de Karachipampa en Potosí fue construida para ser la mayor fundición del país. Completada en 1984, Karachipampa empleó tecnología soviética pero fue construida por una empresa de la República Federal de Alemania (Alemania Occidental). La capacidad bruta del complejo metalúrgico es de 51.000 toneladas métricas de concentrados de plomo y plata por año. Ampliamente criticada por su sobrecapacidad, la planta sufrió retrasos continuos debido a la insuficiencia de insumos de mineral y la falta de inversión. En 2010, protestas en Potosí exigieron su activación. Tras los esfuerzos fallidos de Atlas Precious Metals para abrir y operar la planta, Comibol retomó el control de la instalación en enero de 2011. Al 2023, Karachipampa produce entre una a una y media tonelada mensual de plomo y de plata metálica.

## Problemas medioambientales

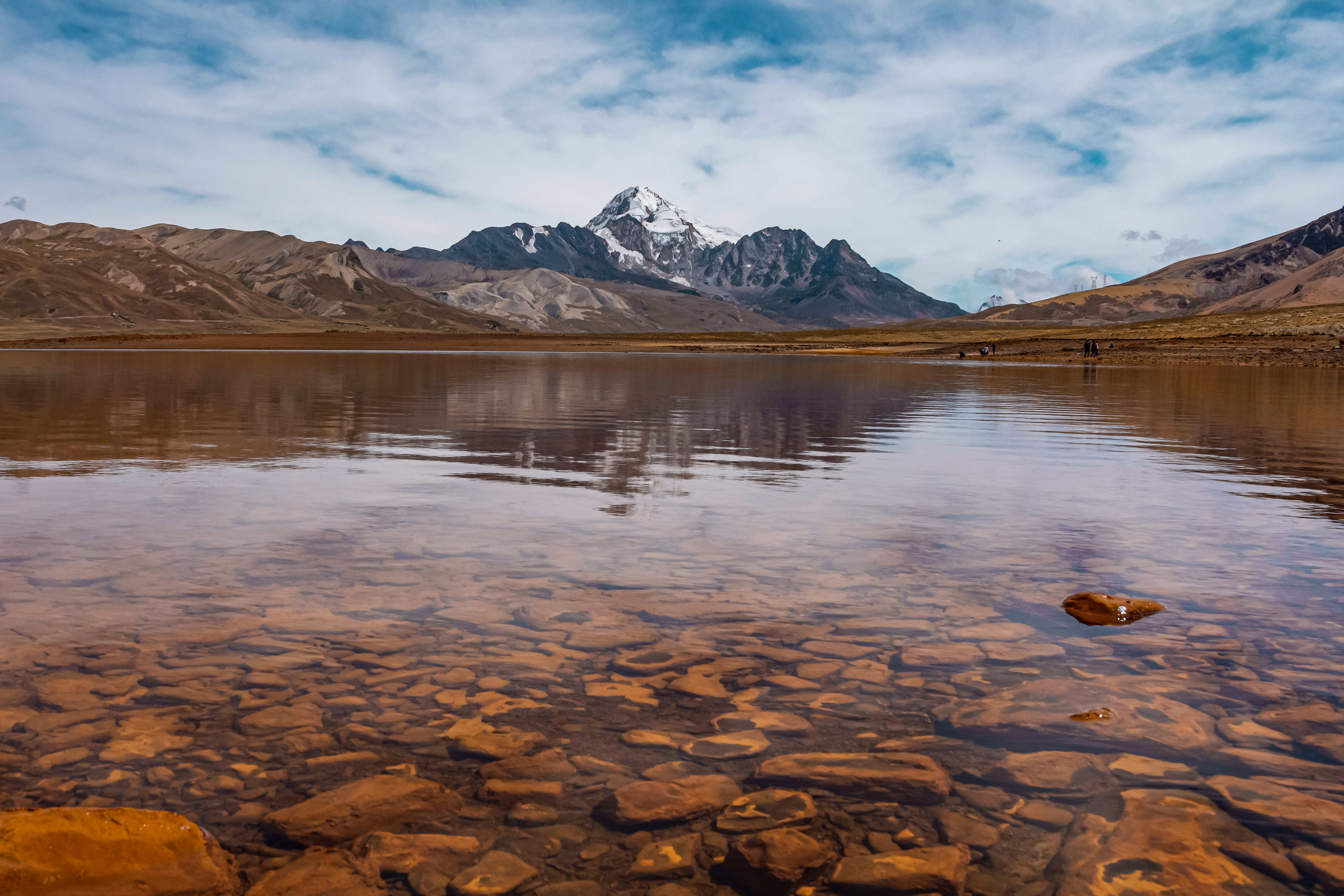
La laguna Milluni, cerca a la ciudad de El Alto, tiene un color rojizo debido a la contaminación por la minería.

Paralelamente a la importancia económica que adquirió el sector de la minería, también se ha ido transformando en una de las actividades productivas más invasivas en el medio ambiente de las zonas en que se desarrolla. El interés por la problemática ambiental en el sector minero en Bolivia se originó a partir de algunos estudios sobre impactos ambientales realizados en la década de 1980 y principios de los 1990. Destacan particularmente los trabajos efectuados en 1983 y 1985 por especialistas de la Universidad de Stirling sobre la contaminación minera en la cuenca del Lago Poopó, en el Altiplano boliviano. Asimismo, en 1991 se llevó a cabo una investigación sobre la contaminación causada por la explotación aurífera en la región de Araras, en la zona tropical del noreste del país.
Durante la década de 1980, la problemática ambiental minera no contó con un desarrollo institucional consistente y planificado. La atención a estos temas se limitó a esfuerzos aislados, como los estudios mencionados. En este contexto, se destacaron instituciones de la sociedad civil, especialmente en el ámbito académico y en las ONG ambientalistas. Un ejemplo notable es la Liga de Defensa del Medio Ambiente (LIDEMA), que comenzó a emerger durante este período como un actor principal en la gestión ambiental en Bolivia. Durante esta década, aunque se promulgaron algunos instrumentos legales relativos a la gestión ambiental en el sector minero, estos no tuvieron un efecto institucional concreto. En el período 1985-1989, bajo la presidencia de Víctor Paz Estenssoro, la prioridad del gobierno era sacar al país de la hiperinflación y emprender profundas reformas estructurales. En este contexto, los temas ambientales, tanto en general como en el sector minero en particular, quedaron fuera de la agenda gubernamental, lo que resultó en la ausencia de avances significativos en este ámbito. Esto se refleja en el análisis de instrumentos legales como el Decreto Supremo 21060 y el Decreto Supremo 21377, que fueron fundamentales para el encauzamiento del sector productivo nacional y, específicamente, del sector minero.
Durante los años 1991 y 1992, los compromisos asumidos por Bolivia en las reuniones preparatorias para la Cumbre sobre Medio Ambiente y Desarrollo de Río de Janeiro impulsaron al gobierno de Jaime Paz Zamora a incluir las preocupaciones ambientales en la agenda política. Esto marcó el inicio de un debate serio sobre el paradigma del desarrollo y la conservación. Un hito fundamental en este proceso fue la promulgación de la Ley de Medio Ambiente en abril de 1992. Este instrumento jurídico, formulado mediante un amplio proceso de participación pública y con un gran consenso político, promovió la incorporación de las preocupaciones ambientales en todos los ámbitos del desarrollo productivo nacional, y particularmente en el sector minero. La Ley de Medio Ambiente inició un primer ciclo de integración formal de la variable ambiental en las políticas públicas de la minería en Bolivia, marcando un avance significativo en la gestión ambiental del país.